# Henri-Frédéric Amiel

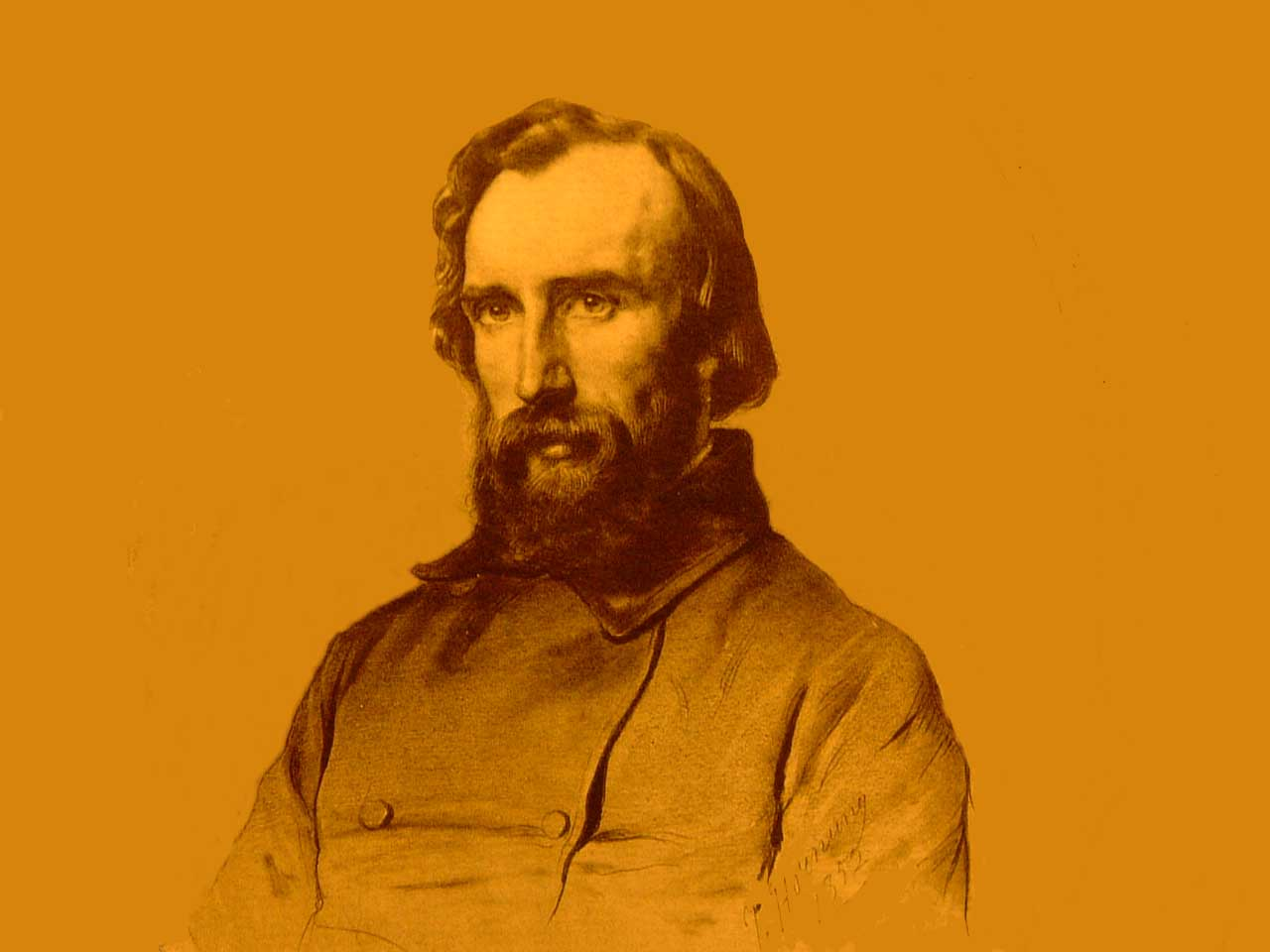
Henri-Frédéric Amiel, 1852
Bleistiftzeichnung von Joseph Hornung

Henri-Frédéric Amiel (* 27. September 1821 in Genf; † 11. Mai 1881 ebenda) war ein französischsprachiger Schweizer Schriftsteller, Philosoph und Tagebuchautor.

## Leben
Amiel war der erste Sohn des Kaufmanns Henri Amiel und dessen Frau Caroline Brandt. Die Familie Amiel stammte ursprünglich aus Frankreich und war seit 1791 in Genf heimatberechtigt. Nach dem Tod seiner Eltern wurde er im Alter von 13 Jahren von seinem Onkel Frédéric Amiel aufgenommen. Nach dem Antritt seiner Studien in Genf bereiste er die Schweiz, Italien, Frankreich und Belgien. In Deutschland hielt er sich zunächst neun Monate in Heidelberg auf; von 1844 bis 1848 lebte er in Berlin, wo er Philosophie (bei Schelling), Psychologie (bei Beneke) sowie Philologie und Theologie studierte.
1849 kehrte er nach Genf zurück und wurde Professor für Ästhetik und französische Literatur an der Universität Genf dank einer Abhandlung über Du Mouvement littéraire dans la Suisse roman[d]e et de son avenir (Die literarische Bewegung in der französischsprachigen Schweiz und ihre Zukunft). Von 1854 bis zu seinem Tod hielt er zudem den Lehrstuhl für Philosophie.

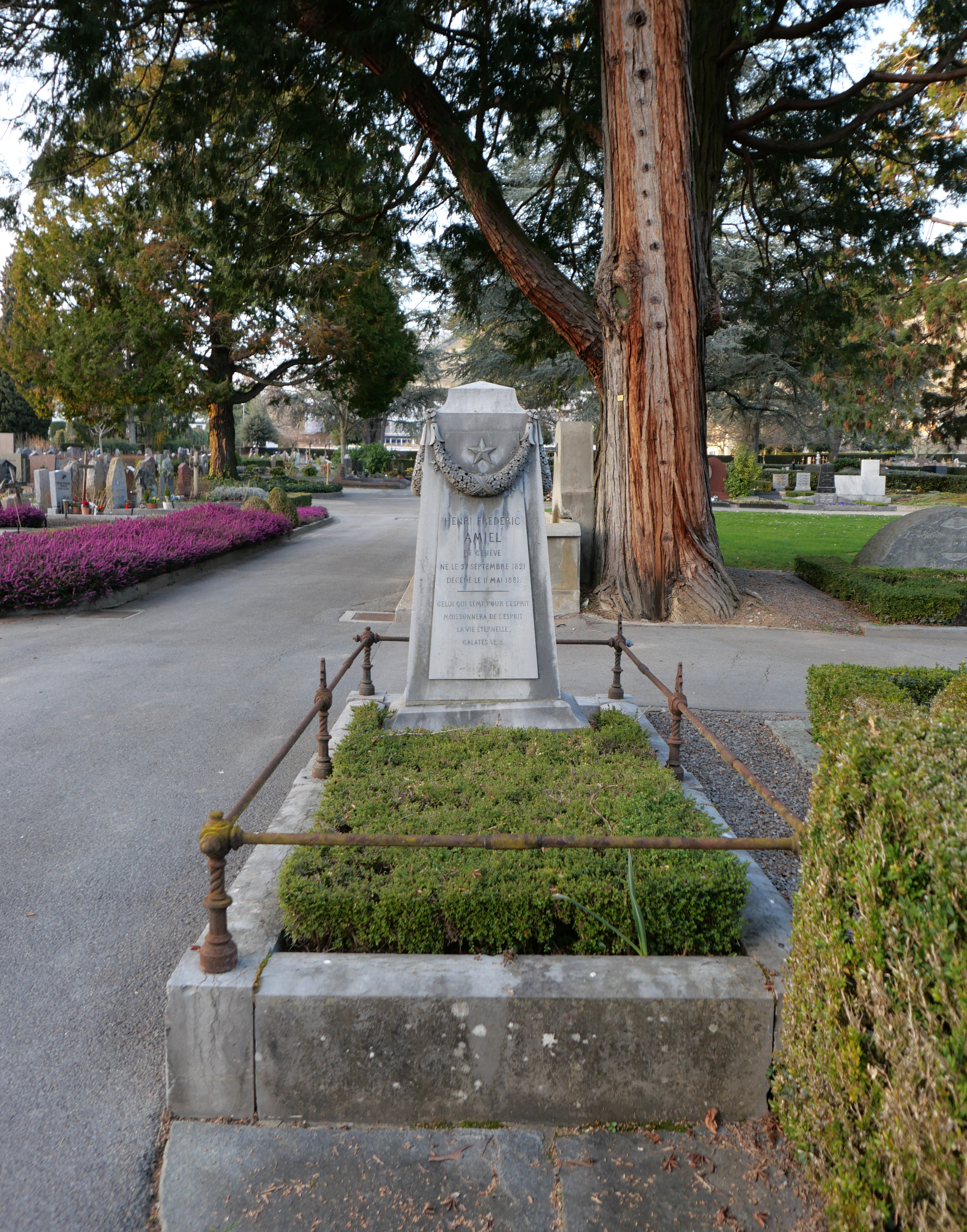
Das Grab im Jahr 2024.

Amiel publizierte mehrere Gedichtbände, historische und philologische Studien und philosophische Essays, die von der idealistischen deutschen Philosophie beeinflusst sind. Das populärste Werk, das er zu Lebzeiten veröffentlichte, war das patriotisch-militaristische Lied Roulez, tambours! (1857), das die befürchtete Intervention Preussens in Neuenburg behandelte.
Berühmt wurde Amiel mit seinem monumentalen Tagebuch (Journal intime, 17’000 Seiten von 1839 bis 1881), das man nach seinem Tod entdeckte. Die kurz danach publizierten Auszüge in zwei Bänden erregten großes Aufsehen wegen der Klarheit der Gedanken, der Aufrichtigkeit der Introspektion, der Genauigkeit der Einzelheiten, der entmutigenden Vision von Existenz und der Neigung zur strengen Selbstkritik. Ende des 19. und Anfang des 20. Jahrhunderts beeinflussten die Tagebücher Schriftsteller in der Schweiz, aber auch anderswo in Europa (z. B. Leo Tolstoi, Fernando Pessoa, Hugo von Hofmannsthal).

Amiels Grab befindet sich bis heute auf dem Friedhof von Clarens in Montreux am Genfersee. Der Grabstein trägt eine Inschrift mit einem Zitat aus dem Brief des Paulus an die Galater 6,8:

## Werke
- Grains de Mil (1854)
- Il Penseroso (1858)
- La Part du Rêve (1863)
- Les Etrangères (1876)
- Jour à Jour (1880; deutsch: Tag für Tag, ausgewählt und mit einem Vorwort von Lew Nikolajewitsch Tolstoi, Zürich 2003, ISBN 3-85842-555-9).
- Charles le Téméraire (1876, Karl der Kühne, historischer Roman)
- Studien über Germaine de Staël (1876), Johannes Calvin (1878) und Jean-Jacques Rousseau (1879)
- Tagebuch (1839–1881)
  - Fragments d’un journal intime (1882–1884) Ausgewählte Auszüge seines Tagebuchs, kurz nach seinem Tod von Fanny Mercier publiziert. Die deutsche Übersetzung von Rosa Schapire erschien 1905 im Piper Verlag (München und Leipzig).
  - Journal intime (1976–1994) vollständig herausgegeben von Bernard Gagnebin et Philippe M. Monnier in 12 Bänden. Eine deutsche Auswahl erschien 1986 bei Matthes und Seitz unter dem Titel Intimes Tagebuch, ISBN 3-88221-511-9.